# فهرست نمایندگان دوره دوم مجلس خبرگان رهبری

## نمایندگان
اسامی الفبایی نمایندگان دوره دوم مجلس خبرگان رهبری:
1. احمد آذری قمی (تهران)
2. علی ارومیان (آذربایجان شرقی)
3. میرزا علی احمدی میانجی (آذربایجان غربی)
4. سیدمحمدباقر اسدی خوانساری (تهران)
5. محمد امامی کاشانی (تهران)
6. محی‌الدین انواری (تهران)
7. ابراهیم امینی (چهارمحال و بختیاری)
8. محمد اسحاق مدنی (سیستان و بلوچستان)
9. اسدالله ایمانی (فارس)
10. مختار امینیان (گیلان)
11. میرزامحمد انواری (هرمزگان)
12. مرتضی بنی فضل (آذربایجان شرقی)
13. محمدباقر باقری کنی (تهران)
14. هادی باریک بین (زنجان)
15. احمد جنتی (خوزستان)
16. سید صابر جباری (مازندران)
17. محمدعلی حقی (آذربایجان شرقی)
18. سید محمدحسین حسینی ارسنجانی (فارس)
19. محمدصادق (محی الدین) حائری شیرازی (فارس)
20. سیدعلی حسینی (کردستان)
21. محمدجواد حجتی کرمانی (کرمان)
22. مجتبی حاج آخوند (کرمانشاه) کرمانشاه
23. بیوک خلیل‌زاده (مروج) (آذربایجان شرقی)
24. سید محسن خرازی (تهران)
25. سید هادی خسروشاهی (تهران)
26. سید احمد خمینی (تهران)
27. ابوالقاسم خزعلی (خراسان)
28. ابوالفضل خوانساری (مرکزی)
29. سیدعباس خاتم یزدی (یزد)
30. قربانعلی دری نجف آبادی (ایلام)
31. حسین راستی کاشانی (تهران)
32. سیدهاشم رسولی محلاتی (تهران)
33. غلامرضا رضوانی (تهران)
34. هادی روحانی (مازندران)
35. سیدمهدی روحانی (مرکزی)
36. سید محمدباقر سلطانی (لرستان)
37. علی شفیعی (روحانی) (خوزستان)
38. علی شیخ موحد (فارس)
39. اسماعیل صالحی مازندرانی (مازندران)
40. احمد صابری همدانی (همدان)
41. سید جلال الدین طاهری (اصفهان)
42. سید حسن طاهری خرم‌آبادی (لرستان)
43. سیدحبیب الله طاهری (مازندران)
44. علی‌اکبر علیزاده برمی (خراسان)
45. سیدمهدی عبادی (سیستان و بلوچستان)
46. عبدالجواد غرویان (خراسان)
47. اسماعیل فردوسی پور (خراسان)
48. سید محمد فقیه (فارس)
49. محی الدین فاضل هرندی (کرمان)
50. محمدعلی فیض (گیلان)
51. زین العابدین قربانی (گیلان)
52. محمدرضا کاظمی (کرمانشاه)
53. سیدابوالفضل موسوی تبریزی (آذربایجان شرقی)
54. محسن مجتهد شبستری (آذربایجان شرقی)
55. مسلم ملکوتی (آذربایجان شرقی)
56. حسین مظاهری (اصفهان)
57. مرتضی مقتدایی (اصفهان)
58. علی اکبر مشکینی (تهران)
59. محمد محمدی ری شهری (تهران)
60. محمد محمدی گیلانی (تهران)
61. ابوالحسن مقدسی شیرازی (خراسان)
62. حبیب‌الله مهمان نواز (خراسان)
63. علی اصغر معصومی (خراسان)
64. محمدتقی مصباح یزدی (خوزستان)
65. سید محمدعلی موسوی جزایری (خوزستان)
66. محسن اراکی (خوزستان)
67. سید اسماعیل موسوی زنجانی (زنجان)
68. سیدحسن موسوی پور (شالی) (زنجان)
69. محمد مؤمن (سمنان)
70. ملا عبدالله محمدی (کردستان)
71. محمدعلی موحدی کرمانی (کرمان)
72. سید کرامت الله ملک حسینی (کهگیلویه و بویراحمد)
73. عباس محفوظی (گیلان)
74. حسین محمدی لائینی (مازندران)
75. سیدابوالحسن موسوی همدانی (همدان)
76. محمد صادق نجمی (آذربایجان غربی)
77. عبدالنبی نمازی (بوشهر)
78. سید کاظم نورمفیدی (مازندران)
79. عباس واعظ طبسی (خراسان)
80. عبدالله واعظ جوادی آملی (مازندران)
81. سیداسماعیل هاشمی (اصفهان)
82. اکبر هاشمی رفسنجانی (تهران)
83. سید مهدی یثربی (اصفهان)
84. محمد یزدی (تهران)